# Lijst van hertogen en prinsen van Benevento
Dit is een lijst van hertogen en prinsen van Benevento.

## Hertogen van Benevento
- 571–591 Zotto
- 591–641 Arechis I van Benevento
- 641–646 Aiulf I van Benevento
- 646–651 Radoald
- 651–662 Grimoald I
- 662–677 Romuald I
- 687–689 Grimoald II
- 689-705 Gisulf I
- 705–730 Romuald II
- 730–732 Audelais
- 732–739 Gregorius
- 739–742 Godschalk
- 742–749 Gisulf II
- 751-756 Scauniperga
- 749–758 Liutprand
- 758–774 Arechis II

## Prinsen van Benevento
- 774–787 Arechis II (774) vorst der Longobarden in het zuiden, als bondgenoot van Karel de Grote
- 787–806 Grimoald III
- 806–817 Grimoald IV
- 817–832 Siko
- 832–839 Sicard
- 839–851 Radelchis I
- 851–854 Radelgar
- 854–878 Adelchis
- 878–881 Gaideris
- 881–884 Radelchis II
- 884–891 Ajo II of Aiulf II
- 891–892 Orso van Benevento
- 892-895 vacant, ontstaan van het thema Longobardia
- 895–897 Guido IV van Spoleto
- 897 Peter, bisschop van Benevento en regent
- 897–900 Radelchis II (opnieuw)
- 900–910 Atenulf I
- 910–943 Landulf I samen met zijn broer
  - 911–940 Atenulf II samen met zijn zoon
  - 933–943 Atenulf III Carinola
  - 940–943 Landulf II (zoon van Landulf I)
- 943-961 Landulf II samen met zijn zonen 
  - 943–961 Pandulf I
  - 959–961 Landulf III
- 961–981 Pandulf I  samen met zijn broer 
  - 961-968 Landulf III
  - 968–982 Landulf IV, ook Landulf VI van Capua genoemd, zoon van Pandulf I
- 981–1014 Pandulf II samen met zijn zoon
  - 987–1014 Landulf V
- 1014-1033 Landulf V samen met zijn zoon
  - 1014-1033 Pandulf III
- 1033–1051 Pandulf III samen met zoon
  - 1038–1051 Landulf VI († 1077)

## Onder pauselijk gezag
- 1053–1054 Rudolf
- 1054–1060 Pandulf III opnieuw († 1060), samen met
- 1054–1077 Landulf VI opnieuw de laatste prins van Benevento, samen met
- 1056–1074  Pandulf IV

## Empireadel tijdens het Napoleontische bewind
- 1806-1812 Charles-Maurice de Talleyrand, prins van Benevento. Hij gaf de voormalige pauselijke enclave terug aan de paus in 1812.